# 대니 로이드

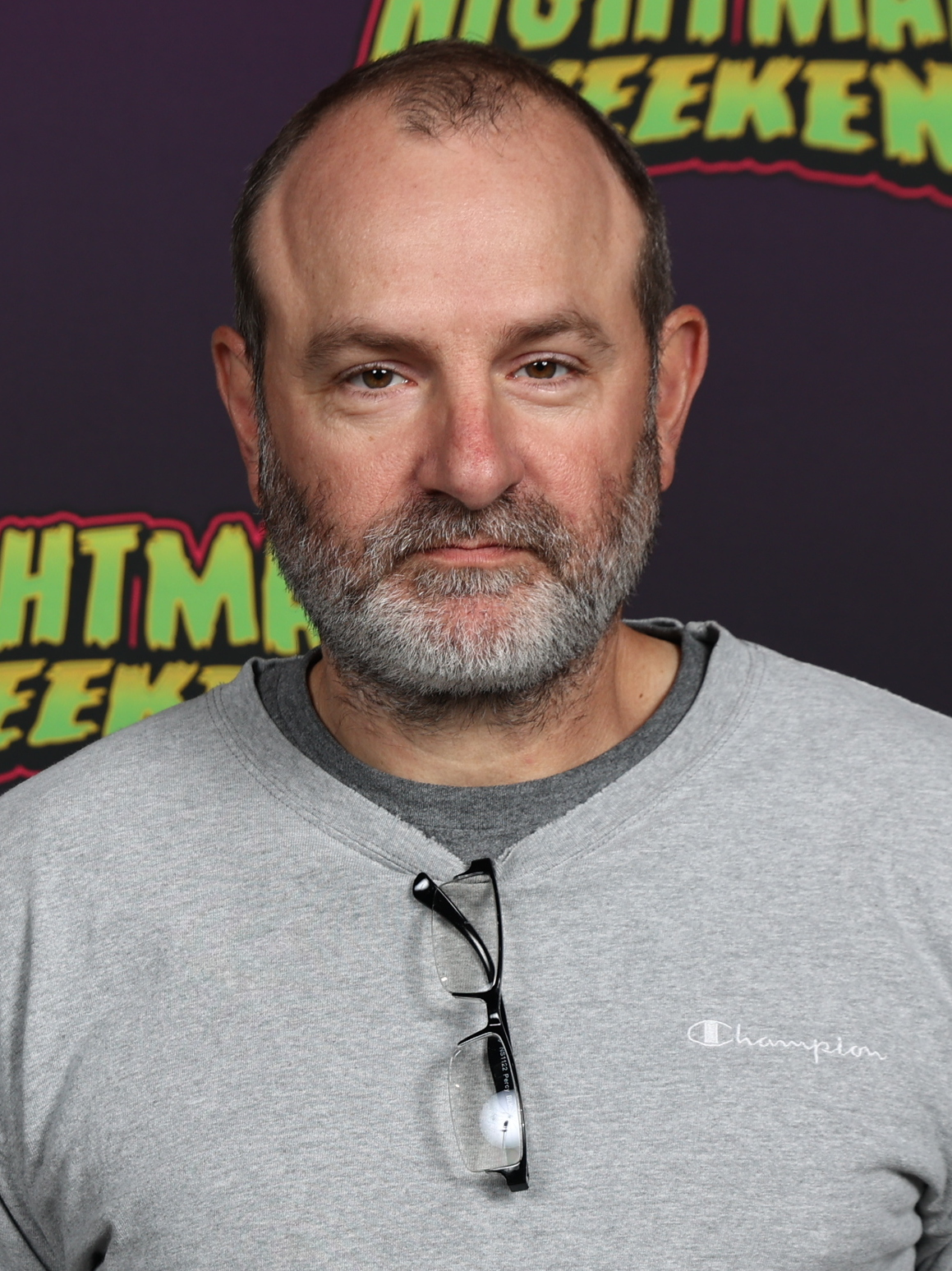

대니 로이드(Danny Edward Lloyd, 1973년 1월 1일 ~ )는 미국의 영화배우, 텔레비전 배우, 교사이다.
시카고에서 태어났다.

## 영화
- 샤이닝 (1980년) - 대니 토랜스 역